# Viking Truvor
Die Viking Truvor (russisch Викинг Трувор) ist ein Flusskreuzfahrtschiff, das im Jahre 1987 in der DDR von den VEB Elbewerften Boizenburg/Roßlau in Boizenburg gebaut wurde und zur Dmitriy Furmanov-Klasse, Projekt 302, Serie II gehört. Die deutsche Bezeichnung war BiFa 129М (Binnenfahrgastschiff 129 Meter) und die Baunummer 391. Das Schiff wird von Viking River Cruises auf der Kreuzfahrt-Strecke Sankt Petersburg – Mandrogi – Kischi – Gorizy (Scheksna) – Uglitsch – Moskau eingesetzt.

## Geschichte

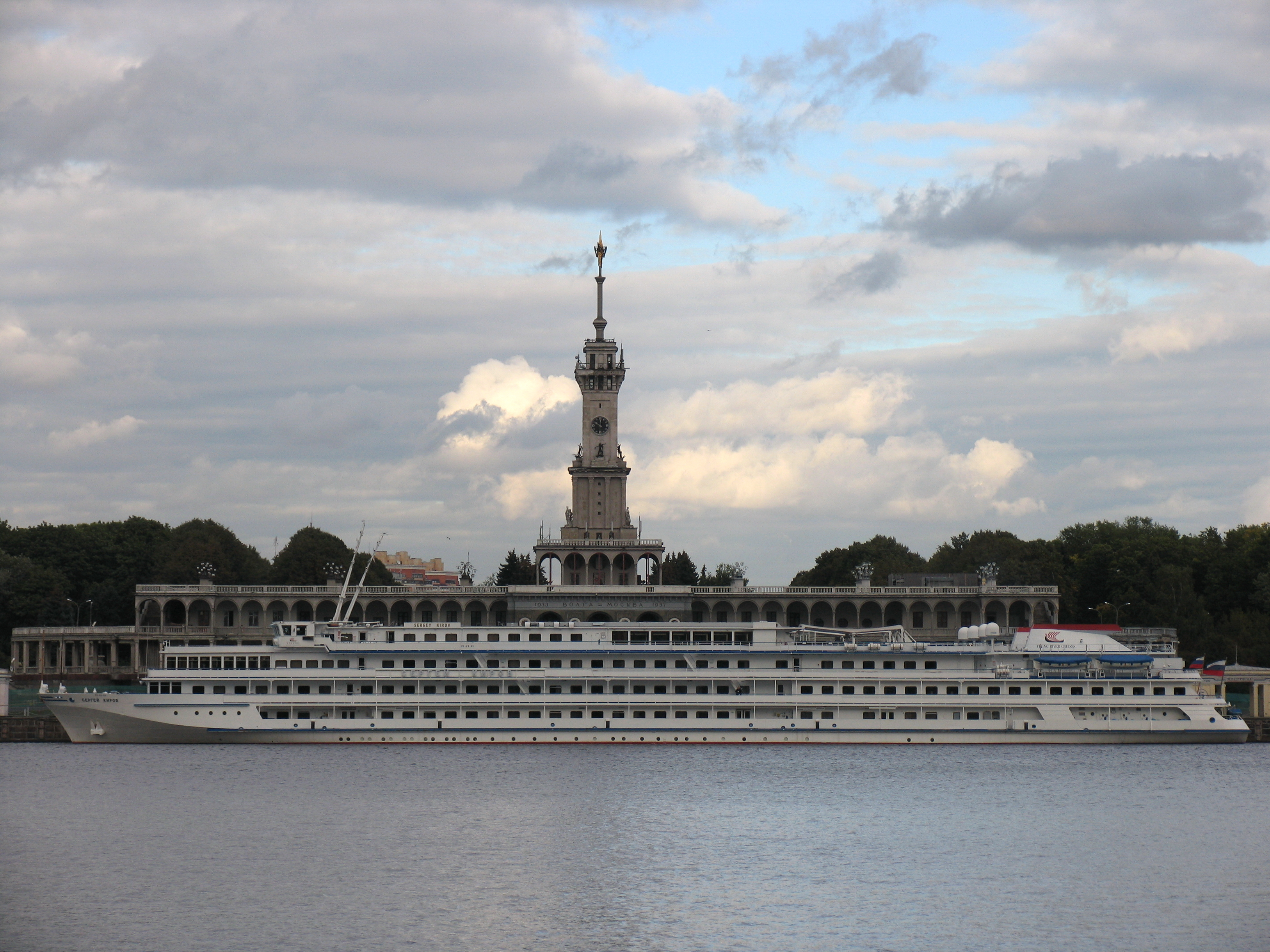
Die Sergey Kirov am Sewernyi Retschnoi Woksal in Moskau am 15. September 2011

Das Flusskreuzfahrtschiff mit vier Passagierdecks wurde 1987 für die Reederei „Sewero-Sapadnoje Retschnoje Parochodstwo“ (Nord-West-Flussreederei) im damaligen Leningrad gebaut. Es gehört zu einer 1983 bis 1991 hergestellten Baureihe von 27 + 1 (Vladimir Vysotskiy – nicht beendet) Schiffen der Dmitriy Furmanov-Klasse, eine Weiterentwicklung der Vladimir Ilyich-Klasse von derselben Werft. Das Schiff verfügt über einen dieselelektrischen Antrieb mit drei Hauptmotoren. 2012 wurde das Schiff, das ursprünglich nach dem russischen Politiker Sergei Kirow (eigentl. Sergei Mironowitsch Kostrikow) benannt war, zur besseren Vermarktung in Viking Truvor umbenannt, umgebaut und ist seit Mai 2012 wieder im Einsatz.

## Ausstattung
Das Schiff verfügt über ein Restaurant und mehrere Bars, eine Bibliothek, einen Veranstaltungsraum, ein Sonnendeck mit Liegestühlen, einen Musiksalon und eine Sauna.